# Discographie d'Ace of Base

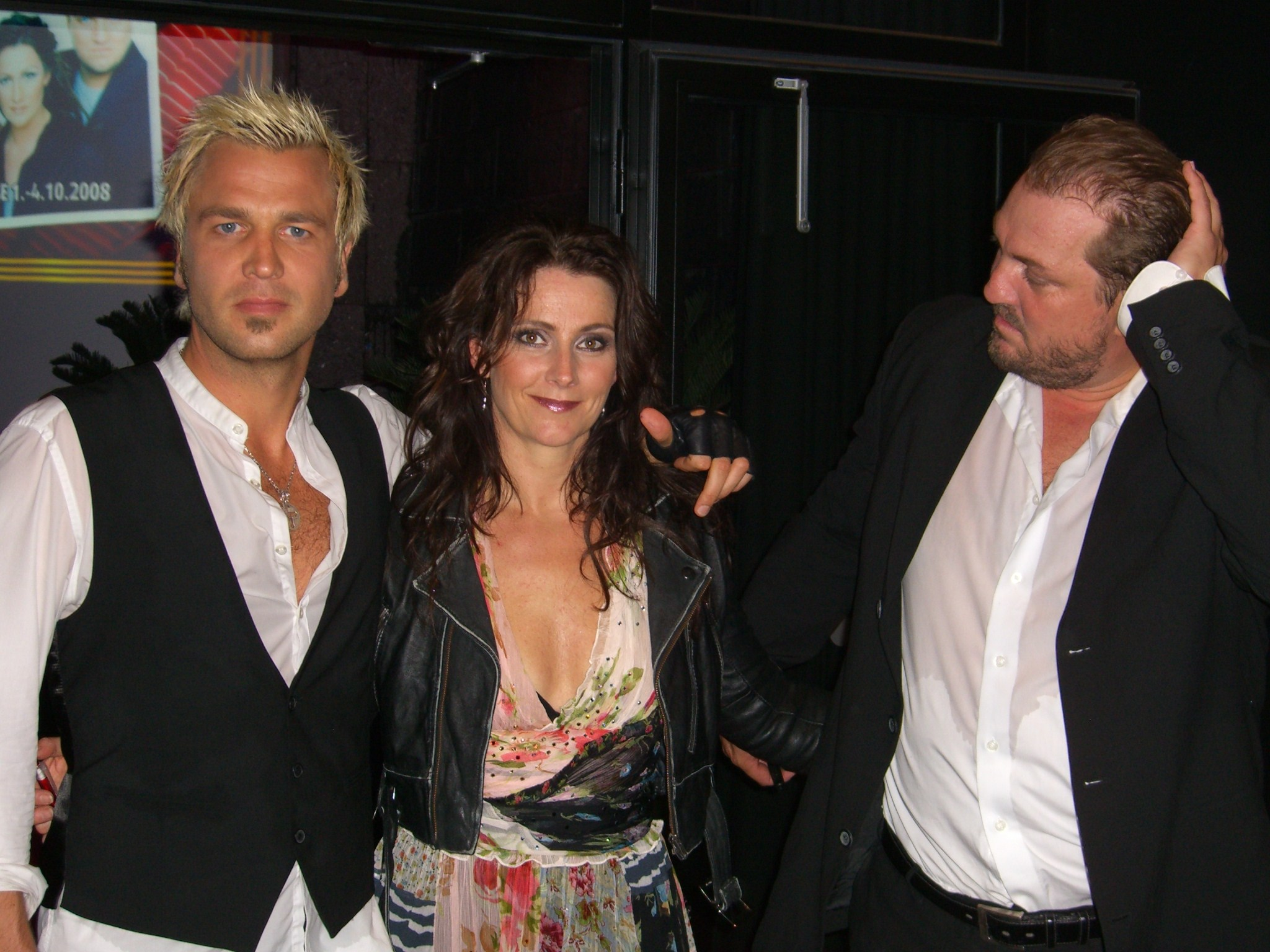
Ace of Base.

Ceci est la discographie du groupe de pop suédoise Ace of Base. C'est le troisième plus grand vendeur de disques suédois après ABBA et Roxette avec environ 40 millions, d'albums et 20 millions de singles vendus dans le monde.
Voici la liste de leurs albums et singles, ainsi que leurs positions dans les charts. À cette date[Quand ?], le groupe a sorti cinq albums studio et 24 singles.

## Albums

### Albums Studio
| Titre                                    | Information                                                                                   | Peak chart positions | Peak chart positions | Peak chart positions | Peak chart positions | Peak chart positions | Peak chart positions | Peak chart positions | Peak chart positions | Peak chart positions | Peak chart positions | Ventes                            | Certifications |
| Titre                                    | Information                                                                                   | Suède                | AUS                  | Autriche             | Canada               | Danemark             | France               | Allemagne            | Suisse               | UK                   | USA                  | Ventes                            | Certifications |
| ---------------------------------------- | --------------------------------------------------------------------------------------------- | -------------------- | -------------------- | -------------------- | -------------------- | -------------------- | -------------------- | -------------------- | -------------------- | -------------------- | -------------------- | --------------------------------- | --- |
| Happy Nation                             | - Sortie: 1990 - Label: Mega (en) Warner - Formats: CD, cassette                              | 3                    | 9                    | 3                    | 1                    | 1                    | 1                    | 1                    | 2                    | 1                    | 1                    |                                   | - BPI: 2× Platinum - BVMI: 3× Platinum - CRIA: 10× Platinum (Diamond) - IFPI AUT: Platinum - IFPI SWI: 2× Platinum - RIAA: 9× Platinum - SNEP: Diamond |
| Happy Nation / The Sign                  | - Sortie: 19 février 1993 - Label: Mega (en) Warner - Formats: CD, cassette                   | 3                    | 9                    | 3                    | 1                    | 1                    | 1                    | 1                    | 2                    | 1                    | 1                    | - FRA: 1,000,000 - WW: 30,000,000 | - BPI: 2× Platinum - BVMI: 3× Platinum - CRIA: 10× Platinum (Diamond) - IFPI AUT: Platinum - IFPI SWI: 2× Platinum - RIAA: 9× Platinum - SNEP: Diamond |
| The Bridge                               | - Sortie: 27 octobre 1995 - Label: Mega (en) Arista - Formats: CD, cassette                   | 1                    | 46                   | 10                   | 13                   | 5                    | 29                   | 8                    | 4                    | 66                   | 29                   | - FRA: 300,000 - WW: 7,000,000    | - BVMI: Gold - IFPI SWE: Platinum - IFPI SWI: Platinum - CRIA: 2× Platinum - RIAA: Platinum - SNEP: Platinum                                           |
| Flowers / Cruel Summer                   | - Sortie: 15 juin 1998 - Label: Mega, Arista - Formats: CD, cassette                          | 5                    | —                    | 15                   | 23                   | 6                    | 16                   | 3                    | 1                    | 15                   | 101                  | - WW: 4,000,000                   | - BPI: Silver - CRIA: Gold - IFPI SWI: Gold |
| Da Capo                                  | - Sortie: 30 septembre 2002 - Label: Universal Music - Formats: CD, cassette                  | 25                   | —                    | 61                   | —                    | 21                   | —                    | 48                   | 23                   | —                    | —                    | - WW: 650,000                     | |
| The Golden Ratio                         | - Sortie: 24 septembre 2010 - Label: Universal Music - Formats: CD, digital download          | —                    | —                    | —                    | —                    | —                    | —                    | 20                   | 100                  | —                    | —                    |                                   | |
| Hidden Gems                              | - Sortie: 6 mars 2015 - Label: Playground Scandinavia - Formats: CD, digital download, Vinyle | —                    | —                    | —                    | —                    | —                    | —                    | —                    | —                    | —                    | —                    |                                   | |
| "—" denotes releases that did not chart. |                                                                                               |                      |                      |                      |                      |                      |                      |                      |                      |                      |                      |                                   | |

### Compilations
| Singles of the 90s / Greatest Hits              | - Sortie: 15 novembre 1999       | 36 | 244 | 32 | —  | 25 | 21 | 14 | 62 |
| The Collection/All That She Wants               | - Sortie: 2002                   | —  | —   | —  | —  | —  | —  | —  | —  |
| Exclusive Fan Edition                           | - Sortie : 2003                  | —  | —   | —  | —  | —  | —  | —  | —  |
| Platinum & Gold Collection                      | - Sortie : 6 mai 2003            | —  | —   | —  | —  | —  | —  | —  | —  |
| The Hits                                        | - Sortie: 2004 en Afrique du Sud | —  | —   | —  | —  | —  | —  | —  | —  |
| The Ultimate Collection                         | - Sortie: 6 juin 2005            | —  | —   | —  | —  | —  | —  | —  | —  |
| Greatest Hits, Classic Remixes and Music Videos | - Sortie: 14 novembre 2008       | —  | —   | —  | —  | —  | —  | —  | —  |
| Platinum & Gold                                 | - Sortie: 10 mars 2010           | —  | —   | —  | 26 | —  | —  | —  | —  |
| Playlist: The Very Best of Ace of Base          | - Sortie: 25 janvier 2011        | —  | —   | —  | —  | —  | —  | —  | —  |
| Beautiful Life: The Singles                     | - Sortie: 28 avril 2023          | —  | —   | —  | —  | —  | —  | —  | —  |
| "—" denotes releases that did not chart.        |                                  |    |     |    |    |    |    |    |    |

## Singles
| Année | Single                               | Meilleure position Charts | Meilleure position Charts | Meilleure position Charts | Meilleure position Charts | Meilleure position Charts | Meilleure position Charts | Meilleure position Charts | Meilleure position Charts | Meilleure position Charts | Meilleure position Charts | Meilleure position Charts | Meilleure position Charts | Meilleure position Charts | Meilleure position Charts | Meilleure position Charts | Certifications                                                                           | Album                                           |
| Année | Single                               | SWE                       | AUS                       | AUT                       | BEL                       | CAN                       | FIN                       | FRA                       | GER                       | IRE                       | NED                       | NZ                        | NOR                       | SWI                       | UK                        | US                        | Certifications                                                                           | Album                                           |
| ----- | ------------------------------------ | ------------------------- | ------------------------- | ------------------------- | ------------------------- | ------------------------- | ------------------------- | ------------------------- | ------------------------- | ------------------------- | ------------------------- | ------------------------- | ------------------------- | ------------------------- | ------------------------- | ------------------------- | ---------------------------------------------------------------------------------------- | ----------------------------------------------- |
| 1992  | Wheel of Fortune                     | —                         | —                         | —                         | —                         | —                         | —                         | —                         | —                         | —                         | —                         | —                         | —                         | —                         | —                         | —                         |                                                                                          | Happy Nation/The Sign                           |
| 1992  | All That She Wants                   | 3                         | 1                         | 1                         | 1                         | 1                         | —                         | 2                         | 1                         | 2                         | 3                         | 3                         | 2                         | 1                         | 1                         | 2                         | - AUS: 2× Platinum - AUT: Gold - FRA: Gold - GER: Platinum - UK: Platinum - US: Platinum | Happy Nation/The Sign                           |
| 1993  | Wheel of Fortune (Deuxième pressage) | 39                        | —                         | 6                         | 5                         | —                         | —                         | 21                        | 4                         | 18                        | 3                         | —                         | 1                         | 5                         | 20                        | —                         | - GER: Gold                                                                              | Happy Nation/The Sign                           |
| 1993  | Happy Nation                         | 4                         | —                         | 6                         | 8                         | —                         | —                         | 1                         | 7                         | —                         | 6                         | 22                        | 6                         | 23                        | 42                        | —                         | - FRA: Silver - GER: Gold                                                                | Happy Nation/The Sign                           |
| 1993  | Waiting for Magic (en)               | 19                        | —                         | —                         | —                         | —                         | —                         | —                         | —                         | —                         | —                         | —                         | —                         | —                         | —                         | —                         |                                                                                          | Happy Nation/The Sign                           |
| 1993  | The Sign                             | 2                         | 1                         | 3                         | 5                         | 1                         | —                         | 5                         | 1                         | 2                         | 3                         | 1                         | 5                         | 4                         | 2                         | 1                         | - AUS: Platinum - AUT: Gold - GER: Platinum - UK: Gold - US: Platinum                    | Happy Nation/The Sign                           |
| 1994  | Don't Turn Around                    | 11                        | 19                        | 8                         | 13                        | 1                         | —                         | 17                        | 6                         | 8                         | 7                         | 8                         | —                         | 14                        | 5                         | 4                         | - GER: Gold - US: Gold                                                                   | Happy Nation/The Sign                           |
| 1994  | Happy Nation (deuxième pressage)     | —                         | —                         | —                         | —                         | —                         | —                         | —                         | —                         | —                         | —                         | —                         | —                         | —                         | 40                        | —                         |                                                                                          | Happy Nation/The Sign                           |
| 1994  | Living in Danger (en)                | 28                        | —                         | 19                        | 30                        | 4                         | —                         | 36                        | 23                        | 12                        | 23                        | —                         | —                         | 26                        | 18                        | 20                        |                                                                                          | Happy Nation/The Sign                           |
| 1995  | Lucky Love (en)                      | 1                         | 30                        | 14                        | 9                         | 6                         | 1                         | 9                         | 13                        | —                         | 16                        | 12                        | 12                        | 19                        | 20                        | 30                        |                                                                                          | The Bridge                                      |
| 1995  | Beautiful Life                       | 22                        | 11                        | 24                        | 13                        | 3                         | 3                         | 10                        | 20                        | 12                        | 27                        | 44                        | —                         | 33                        | 15                        | 15                        | - AUS: Gold                                                                              | The Bridge                                      |
| 1996  | Never Gonna Say I'm Sorry (en)       | 24                        | —                         | 38                        | —                         | 53                        | 17                        | 41                        | 44                        | —                         | —                         | —                         | —                         | —                         | —                         | —                         |                                                                                          | The Bridge                                      |
| 1998  | Life Is a Flower (en)                | 5                         | —                         | 15                        | 42                        | —                         | 3                         | 16                        | 20                        | 19                        | 40                        | 29                        | 20                        | 18                        | 5                         | —                         | - SWE: Gold - UK: Silver                                                                 | Flowers/Cruel Summer                            |
| 1998  | Cruel Summer                         | 33                        | —                         | 28                        | 27                        | 5                         | —                         | 24                        | 28                        | —                         | 55                        | 40                        | —                         | 21                        | 8                         | 10                        | - US: Gold                                                                               | Flowers/Cruel Summer                            |
| 1998  | Whenever You're Near Me              | —                         | —                         | —                         | —                         | 51                        | —                         | —                         | —                         | —                         | —                         | —                         | —                         | —                         | —                         | 76                        |                                                                                          | Flowers/Cruel Summer                            |
| 1998  | Travel To Romantis                   | —                         | —                         | —                         | —                         | —                         | —                         | —                         | 61                        | —                         | —                         | —                         | —                         | —                         | —                         | —                         |                                                                                          | Flowers/Cruel Summer                            |
| 1998  | Always Have Always Will              | —                         | —                         | 29                        | 44                        | —                         | —                         | —                         | 47                        | 15                        | 78                        | —                         | —                         | —                         | 12                        | —                         |                                                                                          | Flowers/Cruel Summer                            |
| 1999  | Everytime It Rains                   | —                         | —                         | —                         | —                         | —                         | —                         | —                         | —                         | —                         | —                         | —                         | —                         | —                         | 22                        | —                         |                                                                                          | Flowers/Cruel Summer                            |
| 1999  | C'est La Vie (Always 21)             | 38                        | —                         | —                         | —                         | —                         | 11                        | —                         | 64                        | —                         | —                         | —                         | —                         | 100                       | —                         | —                         |                                                                                          | Singles of the 90s                              |
| 2000  | Hallo Hallo                          | —                         | —                         | —                         | —                         | —                         | 12                        | —                         | 99                        | —                         | —                         | —                         | —                         | —                         | —                         | —                         |                                                                                          | Singles of the 90s                              |
| 2002  | Beautiful Morning                    | 14                        | —                         | 47                        | —                         | —                         | —                         | —                         | 38                        | —                         | —                         | —                         | —                         | 32                        | —                         | —                         |                                                                                          | Da Capo                                         |
| 2002  | The Juvenile                         | —                         | —                         | —                         | —                         | —                         | —                         | —                         | 78                        | —                         | —                         | —                         | —                         | —                         | —                         | —                         |                                                                                          | Da Capo                                         |
| 2003  | Unspeakable                          | 45                        | —                         | —                         | —                         | —                         | —                         | —                         | 97                        | —                         | —                         | —                         | —                         | —                         | —                         | —                         |                                                                                          | Da Capo                                         |
| 2009  | Wheel of Fortune 2009 (en)           | —                         | —                         | —                         | —                         | —                         | —                         | —                         | —                         | —                         | —                         | —                         | —                         | —                         | —                         | —                         |                                                                                          | Greatest Hits, Classic Remixes and Music Videos |
| 2009  | Cruel Summer 2009                    | —                         | —                         | —                         | —                         | —                         | —                         | —                         | 69                        | —                         | —                         | —                         | —                         | —                         | —                         | —                         |                                                                                          | Single Release Only                             |
| 2010  | All For You                          | —                         | —                         | —                         | —                         | —                         | —                         | —                         | 38                        | —                         | —                         | —                         | —                         | —                         | —                         | —                         |                                                                                          | The Golden Ratio                                |
| 2014  | All That She Wants (Remixed)         | —                         | —                         | —                         | —                         | —                         | —                         | —                         | —                         | —                         | —                         | —                         | —                         | —                         | —                         | —                         | —                                                                                        | Sortie Single uniquement                        |

### Singles promotionnels
- 1996 My Déjà Vu (Scandinavie, France)
- 1998 Angel Eyes (Chine)
- 1998 Donnie (Japon)
- 1998 Tokyo Girl (France)
- 1999 Cecilia (Italie, Espagne)
- 1999 Love in December (Chile, Allemagne)

## Vidéos musicales
Voici la liste des vidéos pour les singles et leur date de parutions
| Année | Single                                          | Réalisateur      |
| ----- | ----------------------------------------------- | ---------------- |
| 1992  | Wheel of Fortune                                | Viking Nielson   |
| 1992  | All That She Wants                              | Matt Broadley    |
| 1993  | Happy Nation                                    | Matt Broadley    |
| 1993  | The Sign                                        | Mathias Julin    |
| 1994  | Don't Turn Around                               | Matt Broadley    |
| 1994  | Living In Danger                                | Matt Broadley    |
| 1994  | Hear Me Calling                                 |                  |
| 1995  | Lucky Love                                      | Rocky Schenk     |
| 1995  | Lucky Love (U.S. version)                       |                  |
| 1995  | Beautiful Life (Bubbles version)                | Richard Heslop   |
| 1995  | Beautiful Life                                  | Richard Heslop   |
| 1996  | Never Gonna Say I'm Sorry (Morph version)       | Richard Heslop   |
| 1996  | Never Gonna Say I'm Sorry                       | Richard Heslop   |
| 1998  | Life Is a Flower                                | Andy Neumann     |
| 1998  | Cruel Summer                                    | Nigel Dick       |
| 1998  | Cruel Summer (U.S. version)                     | Nigel Dick       |
| 1998  | Cruel Summer (French version featuring Alliage) |                  |
| 1998  | Always Have Always Will                         |                  |
| 1998  | Travel to Romantis                              | Andy Neumann     |
| 1999  | C'est la Vie (Always 21)                        | Patric Ullaeus   |
| 2002  | Beautiful Morning                               | Daniel Borjesson |
| 2003  | Unspeakable                                     | Daniel Borjesson |
| 2008  | Wheel Of Fortune 2009                           |                  |
| 2010  | All For You                                     | Patric Ullaeus   |